# الرحبات
الرحبات بلدة وبلدية تابعة لدائرة رأس العيون في ولاية باتنة بالجزائر.

## وصلات أخرى

### وصلات داخلية
- دائرة أولاد سي سليمان
- ولاية باتنة

### وصلات خارجية
- باتنة أنفو: موقع باتنة باتنة.
- إذاعة باتنة الجهوية: الموقع الرسمي.

1. ↑  "الموقع الرسمي لوزارة الداخلية والجماعات المحلية والتهيئة العمرانية". www.interieur.gov.dz (بar-aa). Archived from the original on 2024-05-27. Retrieved 2025-08-01.{{استشهاد ويب}}:  صيانة الاستشهاد: لغة غير مدعومة (link)